# Эльгисер, Иосиф Моисеевич
Иосиф Моисеевич Эльгисер  (укр. Йосип Мойсейович Ельгісер; 29 декабря 1929 — 26 мая 2014) — украинский композитор, педагог и пианист.

## Биография
Родился 29 декабря 1929 года в селе Новая Жучка (Садгора) в Румынии (ныне Черновицкая область) в семье ремесленника-столяра.
С пятилетнего возраста учился игре на фортепиано. До 1940 г. окончил 5 классов местной румынской школы.
Во время оккупации Буковины немецко-фашистскими захватчиками был депортирован в концлагерь в с. Марьяновка, Винницкой области. Находился в гетто в г. Копайгород. Выжил благодаря умению рисовать иконы для местного населения.
После освобождения Украины советскими войсками в 1944 году вернулся вместе с семьей в Черновицкую область.
После окончания школы (1948) поступает в Черновицкий Мединститут, по окончании которого в 1955 году шесть лет работает хирургом больницы села Грозинцы Хотинского района Черновицкой области.
С 1952 года — член областного союза композиторов.
В 1955 году окончил с отличием фортепианное отделение Черновицкого музыкального училища.
Работал педагогом и концертмейстером в черновицком Дворце Школьников.
С 1961 года — педагог по классу фортепиано черновицкого музыкального училища. Более 30 лет преподает методику игры на фортепиано.
Закончил Киевскую консерваторию имени П. И. Чайковского (1960—1965). На 2-м курсе консерватории стал преподавателем Черновицкого музыкального училища.
С 1998 года — член Национального Всеукраинского музыкального союза.
Иосиф Эльгисер — дипломант первого украинского конкурса пианистов им. М.Лисенко, лауреат областной литературно-художественной премии им. М.Лысенко, лауреат областной литературно-художественной премии им. С.Воробкевича (1998 г.)
В 1999 году Награждён знаком «Отличник образования Украины». В этом же году стал лауреатом золотой медали ЮНЕСКО и звания «Золотое имя мировой культуры» за серию 27-ми фортепианных исторических концертов, посвященных фортепианной музыке. На протяжении двух лет маэстро исполнил 443 произведения известных композиторов — от Баха до Скрябина. Награждение проходило в Брюсселе, в здании Королевской оперы, медаль получила дочь пианиста (сам он приехать не смог) из рук короля Бельгии.
В 2000 году имя Иосифа Эльгисера занесено на «Аллею звёзд» в Черновцах.
С 1 ноября 2002 года — член Союза Композиторов Украины. В этом же году, в Австрии вышел компакт-диск «Музыка Буковины» (исполнение и редакция Эльгисера).
За период с 2000 по 2003 годы вышли из печати 7 томов сочинений композитора.
С 2004 года маэстро получил звание заслуженного деятеля искусств Украины, стал почетным членом правления общества им. Ф. Шопена и общества им. Ф. Листа.
Скончался 26 мая 2014 года.

## Творчество
В числе известных музыкантов, с которыми работал Эльгисер, были Мстислав Ростропович, Д.Гнатюк, М.Стефюк, А.Соловьяненко, О. Крыса, П.Кармалюк и др.
Эльгиссер известен на Украине, как композитор, музыковед, постоянный автор газетных статей и рецензий, автор статей к «Украинскому музыкальному словарю»
Автор более 200 фортепианных и оркестровых произведений.
Автор 70-ти песен, романсов и произведений для хора. Часть вокальных произведений написаны на собственные тексты.

## Изданные работы
- Эльгисер И. М. Еврейская фортепианная музыка: обработка еврейских народных песен. — Черновцы: Золотые литавры, 2004. — 100 с.
- Эльгисер И. М. Я буковинец: песни, романсы, хоровые произведения, обработки буковинских народных песен. — Черновцы: Золотые литавры, 2000. — 104 с.
- Эльгисер И. М. Я буковинец: фортепианные произведения, песни и романсы / Иосиф Эльгисер. — Черновцы: Золотые литавры, 2000.-Вып.2. — 112 с.
- Эльгисер И. М. Я буковинец: фортепианные произведения, песни и романсы. — Черновцы: Золотые литавры, 2001. — 110 с.
- Эльгисер И. М. Я буковинец: произведения для фортепиано. Вып. 6. — Черновцы: Золотые литавры, 2002. — 244 с.: Ил.
- Золотые аккорды Буковины: Фортепианные произведения о Буковине и песни о столице края Черновцы / под ред. сост. и предисловие Й.Эльгисера. — М.: Город, 2001. — 169 с.
- MUSIK aus der Bukowina / Josef Oehlgesser, Klavier: CD-ROM. — Wien: Sony DADC Austria, 2002.

## Награды
- Заслуженный деятель искусств Украины (2004)
- Лауреат Литературно-творческой премии имени Сидора Воробкевича[укр.].
- Золотая медаль ЮНЕСКО и звание «Золотое имя мировой культуры» (1999).